# Аквафреда Инфериоре (Ђенова)
Аквафреда Инфериоре (итал. Acquafredda Inferiore) је насеље у Италији у округу Ђенова, региону Лигурија.
Према процени из 2011. у насељу је живело 28 становника. Насеље се налази на надморској висини од 529 м.